# Каліко Джек
Джон Рекгем (англ. John Rackham; 26 грудня 1682 р – 18 листопада 1720), широко відомий як Каліко Джек (англ. Calico Jack) — англійський пірат, що діяв зі своїх баз на Багамських островах і на Кубі у 1718—1720 роках, наприкінці «Золотої доби піратства». Його прізвисько Каліко походить від бавовняної тканини з яскравими принтами (англ. Calico) з індійського міста Калікут, одяг з якої любив носити Джек. Він особливо відомий тим, що в екіпажі його корабля перебували відразу дві жінки — Мері Рід і його кохана Енн Бонні. Повішений англійською владою за обвинуваченням в піратстві у листопаді 1720 року в Порт-Роялі на Ямайці.

## Рання життя і кар'єра
Про походження і раннє життя Рекгема відомо небагато, за винятком того, що він був англійцем і народився близько 1682 року. Вперше він згадується у 1718 році в якості кватермейстра на бригантині Чарлза Вейна «Ranger», який діяв з сумнозвісної піратської бази на острові Нью-Провіденс на Багамах, відомої як «Піратська республіка». Вейн і його команда пограбували кілька кораблів неподалік Нью-Йорка, а потім зіткнулися з великим французьким військовим кораблем. Корабель, що був щонайменше вдвічі більшим за бригантину Вейна, негайно почав переслідувати піратів. Вейн наказав ухилятись від бою і уходити від переслідування, пояснивши це рішення звичайною обережністю. Джек Рекгем оскаржив це рішення, запропонувавши вступити в бій з військовим кораблем, тому що на ньому можна було розраховуввати на добру здобич і крім того, його захоплення дало б у розпорядження піратів набагато більший корабель. З приблизно дев'яноста одного чоловіка на піратському кораблі лише п'ятнадцять підтримали Вейна в його рішенні. Тим не менш, Вейн наполіг на остаточності капітанського рішення, і, незважаючи на переважну підтримку заклику Рекгема до боротьби, піратська бригантина ухилились від бою і втікла від переслідування. 24 листопада 1718 року Рекгем оголосив голосування, на якому пірати звинуватили Вейна в боягузстві та зкинули його з капітанської посади, обравши новим капітаном Каліко Джека. Рекгем дав Вейну та п'ятнадцятьом його прихильникам інший корабель разом із пристойними запасами їжі та амуніції.

## Капітан Рекгем
Ставши капітаном, Рекгем зробив кар'єру грабуючи малі судна поблизу узбережжя. Він здійснив кілька нападів у Вест-Індії, захопивши пару великих кораблів поблизу Бермудських островів.

У грудні 1718 року він захопив торгове судно «Kingston». Цей корабель мав багатий вантаж, який після реалізації обіцяв принести гарні прибутки для Рекгема та його команди. На його нещастя, «Kingston» опинився в межах видимості Порт-Рояля, де обурені купці спорядили мисливців за піратами, щоб вони знайшли і повернули корабель та його вантаж. Переслідувачі наздогнали Рекгема в лютому 1719 року, коли його корабель і «Kingston» стояли на якорі на острові Ісла-де-лос-Пінос біля Куби. Рекгем і більшість його людей врятувались від полону на березі, сховавшись у лісі, але їхній корабель і багатий трофей були забрані.

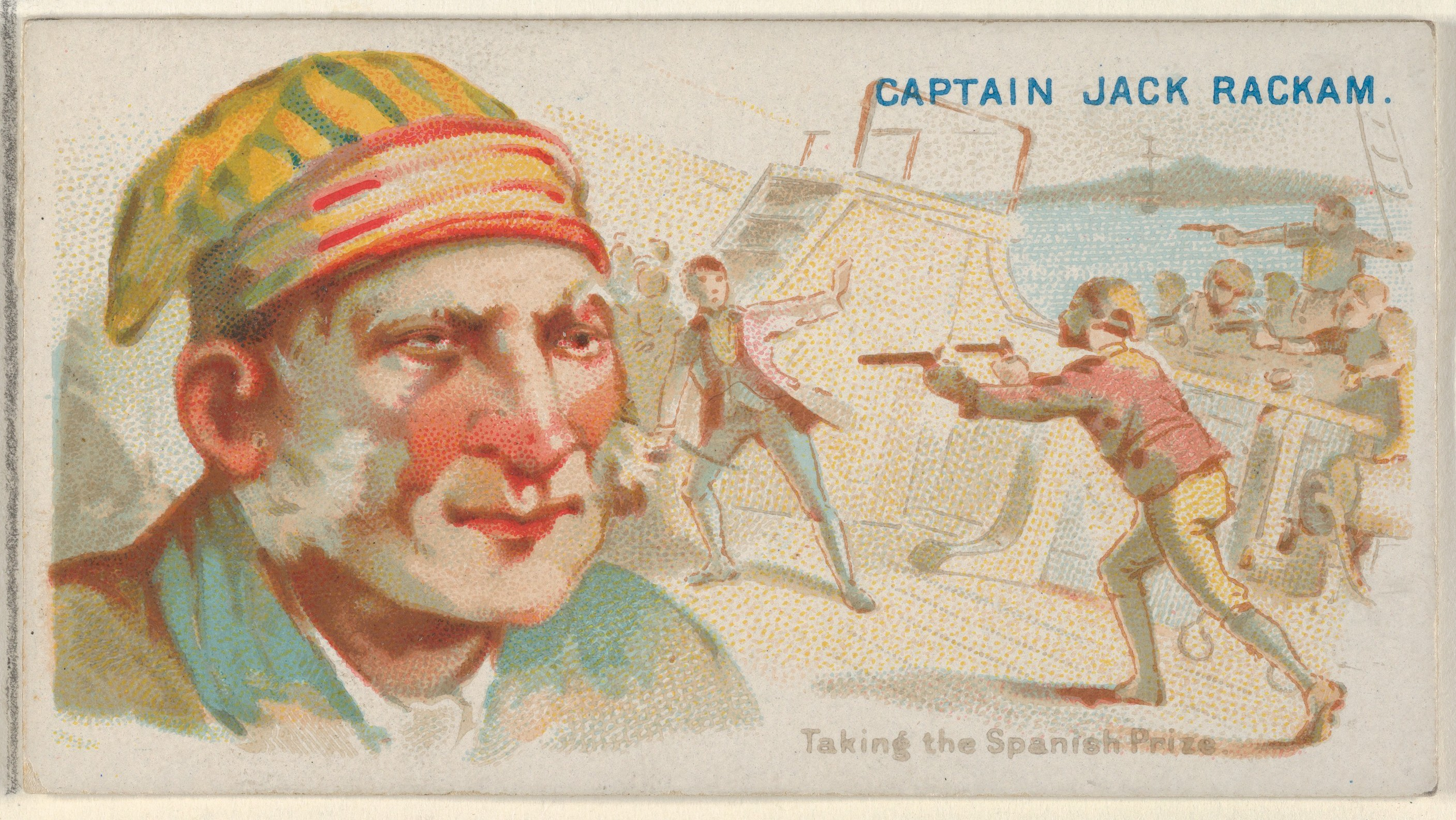
Капітан Джек Рекгем захоплює іспанський корабель, із серії «Пірати Іспанії» (N19) за сигарети Allen & Ginter MET DP835040

Капітан Чарльз Джонсон описує, як Рекгем вкрав шлюп у своїй книзі «Загальна історія пограбувань і вбивств найвідоміших піратів» (1724). Рекгем і його люди перебували в містечку на Кубі, ремонтуючи свій маленький шлюп, коли іспанський військовий корабель, якому було доручено патрулювати кубинське узбережжя, увійшов до гавані, разом з невеликим англійським шлюпом, який вони захопили. Іспанський військовий корабель побачив піратів, але не зміг дістатися до них під час відпливу, тому іспанці стали на якір біля входу в гавань, щоб чекати ранку. Тієї ночі Рекгем і його люди непомітно підійшли до захопленого англійського шлюпа і знешкодили на ньому іспанську охорону. Коли зійшов світанок, іспанський корабель почав обстрілювати старий корабель Рекгема, на цей момент вже порожній, тоді як Рекгем і його люди мовчки пропливали повз іспанців у на своєму новому кораблі.
У 1719 році Рекгем повернувся до Нассау на Багамах, щоб скористатись загальною амністією для піратів і отримати королівське помилування від Вудса Роджерса, нового губернатора Нассау. Роджерс прибув на Багамські острови, щоб вирішити проблему піратів у Карибському морі, які почали нападати та грабувати британські кораблі.
Після повернення до Нассау Рекгем і його люди з'явилися перед губернатором Роджерсом і попросили королівського пробачення, стверджуючи, що Вейн примусив їх стати піратами силою. Роджерс ненавидів Вейна і вирішив повірити їм, пробачивши і дозволивши їм залишитися. Проте час перебування Рекгема в рядах чесних поселенців острова тривав недовго.

## Енн Бонні
Перебуваючи в порту Нассау, Рекгем завів роман з Енн Бонні, дружиною моряка Джеймса Бонні, який працював у губернатора Роджерса. Джеймс Бонні дізнався про стосунки і привів Енн до губернатора Роджерса, який наказав випороти її через звинувачення в подружній зраді. Рекгем, який справді кохав Енн, запропонував викупити її в порядку «розлучення шляхом викупу», але Джеймс Бонні категорично відмовився. Це змусило Рекгема вирішити в 1720 році викрасти Енн і разом з нею втекти з Нассау. Для цього Рекгем разом із своїми старими поплічниками викрав шлюп, що належав Джону Хему і втік на ньому разом з Енн Бонні в море. Вони плавали Карибським морем протягом двох місяців, захоплюючи інші піратські кораблі. Рекгем часто запрошував екіпаж кораблів, на які він нападав, приєднатися до своїх. Енн завагітніла і поїхала на Кубу, щоб народити дитину. 

## Полон, суд і смерть

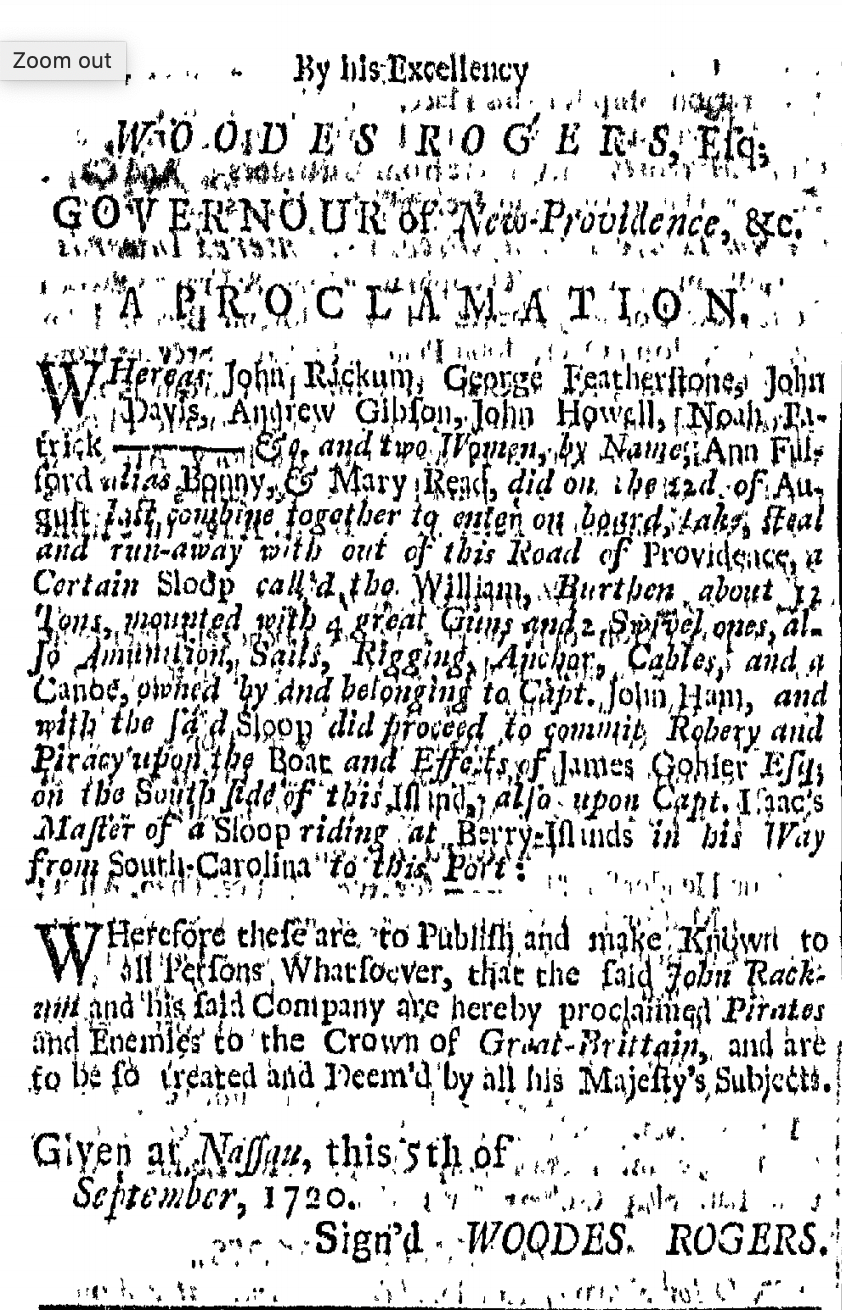
Прокламація Вудса Роджерса 1720 року, яка називає Джека Рекгема та його команду піратами.

У вересні 1720 року губернатор Багамських островів Вудс Роджерс видав прокламацію, в якій оголосив Рекгема і його команду піратами, хоча вона не була опублікована до жовтня 1720 року. Після публікації прокламації мисливець на піратів Джонатан Барнет і колишній пірат Джин Бонадвіс почали полювання на Рекгема, який захоплював численні невеликі рибальські судна уздовж північного узбережжя Ямайки.
Рекгем і його команда пливли на захід, до Негріла. Приблизно 31 жовтня 1720 року шлюп Рекгема був поставлений на якір і вистрілив з гармати, що привернуло увагу шлюпа Жана Бонадвіса. Бонадвіс повідомив про це Барнету, який вирушив дослідити, хто знаходиться на цьому кораблі. О 10 вечора Барнет підійшов до шлюпа із запитом — хто перебуває на кораблі? Відповідь була: «Джон Рекгем з Куби», і Барнет негайно наказав йому підняти прапор. Хтось (Барнет засвідчив, що через те, що було настільки темно, він не міг визначити, хто) відповів, що вони не здадуться, і вистрілив з поворотної гармати по шлюпу Барнета. Барнет наказав зробити бортовий залп, який знищив гік на кораблі Рекгема і екіпаж оголосив про здачу.
Барнет висадив захоплених піратів на берег у бухті Девіса поблизу Лусеа на Ямайці, де офіцер міліції, майор Річард Джеймс помістив їх під арешт. У листопаді 1720 року Рекгем і його команда були доставлені у Спаніш-таун на Ямайці, де їх судили за піратство та прирекли до страти через повішення.
Рекгема було страчено в Порт-Роялі 18 листопада 1720 року, його тіло було виставлено на дуже маленькому острівці біля головного входу в Порт-Рояль, який тепер відомий як Риф Рекгема (Rackham's Cay).

## Доля його екіпажу
Джордж Фетерстон (майстер), Річард Корнер (кватермейстер), Джон Девіс і Джон Хауелл були страчені разом з Джеком Рекгемом у Порт-Роялі. Патріка Карті, Томаса Ерла, Джеймса Доббіна та Ноа Харвуда стратили наступного дня в Кінгстоні.
На наступний день після суду над Рекгемом колишні члени екіпажу Джон «Старий тато Купер» Фенвік (псевдонім «Феніс») і Томас Борн (псевдонім Браун) були окремо засуджені за заколот, скоєний ними в середині червня 1720 року біля Іспаньйоли.
Під час судових процесів, що відбулись через десять днів після страти Рекгема, обидві жінки з його екіпажу — і Енн Бонні і Мері Рід заявили, що вагітні і тому замість смертної кари були засуджені до тимчасового ув'язнення у форті Чарльз, доки їх твердження не буде доведено. Рід померла у своїй камері в квітні 1721 року, швидше за все, від пологової гарячки. Історичних записів про звільнення Бонні чи про її страту не зберіглося.
24 січня 1721 року 9 чоловіків, яких спіймали на пияцтві з командою Рекгема (Джон Ітон, Едвард Уорнер, Томас Бейкер, Томас Квік, Джон Коул, Бенджамін Палмер, Волтер Раус, Джон Хенсон і Джон Говард), були засуджені. 17 лютого Джона Ітона, Томаса Квіка та Томаса Бейкера стратили на Галлоуз-Пойнт, у Порт-Роялі, а наступного дня Джона Коула, Джона Говарда та Бенджаміна Палмера стратили в Кінгстоні. Доля решти трьох невідома. 

## Прапор Веселий Роджер

Піратський прапор Веселий Роджер помилково асоціюється з Рекгемом.

Прапор, який зазвичай асоціюється з Рекгемом, зображує білий череп над схрещеними мечами на чорному тлі, а Ракхему іноді приписують винахід або розробку дизайну Веселого Роджера. На суді, однак, жоден свідок не описав, що Рекгем коли-небудь використовував такий прапор, зазначивши лише, що його шлюп піднімав «білий пеннон» (довгий трикутний вимпел). Дизайн черепа і схрещених мечів, ймовірно, датується початком XX століття, а його приписування Джеку Каліко можна простежити до книги Ганса Лейпа 1959 року.

## У масовій культурі
- У Assassin's Creed IV: Black Flag Джек Рекгем — побічний персонаж і другорядний антагоніст, який зраджує капітана Едварда Кенуея після того, як вони захопили невільницький корабель.
- Джек Рекгем — один із головних персонажів телесеріалу Starz 2014 року «Чорні вітрила», якого зіграв Тобі Шмітц .
- Джек Рекгем з'являється з Бонні і Ридом в серійному подкасті Audible «Hell Cats» від Карини Родні[8].
- Джек — один із дев'яти історичних піратів, які з'явилися як вороги в «Піратах Сіда Меєра»!
- Німецький хеві-метал гурт Running Wild випустив пісню під назвою «Calico Jack» у своєму альбомі Port Royal 1988 року.
- У оповіданнях і телесеріалах «Октонавти» діда Квазі звуть Каліко Джек.
- Пірат Ред Рекгем (в оповіданні Тінтіна «Скарб Реда Рекгема»), ймовірно, названий на честь Джона Рекгема.
- У манзі One Piece персонаж Каліко Йоркі названий на честь Каліко Джека.
- У фільмі «Наш прапор означає смерть» Каліко Джек (грає Вілл Арнетт) з'являється як давній друг Чорної Бороди в 8 епізоді.